# Louis-Marie Josserand de Raguet de Brancion de Liman
Louis-Marie-Josserand de Raguet de Brancion de Liman, né le 2 janvier 1853 à Josselin et mort le 24 juillet 1917 à Bourg-en-Bresse, est un industriel français.  

## Biographie
Fils d'horloger et horloger de formation lui-même, il est apparenté au colonel Adolphe-Ernest Raguet de Brancion.
Après des études d'ingénieur, il devient le créateur de plusieurs compagnies de tramways. Il s'associe avec Alfredo Diatto pour créer une alimentation par le sol des tramways via un système de plots.

## Les réseaux de tramways créés
Les réseaux fondés par Raguet de Brancion de Liman sont ceux :  
- de la Compagnie des tramways de Tours[3] ;
- de la Compagnie des tramways électriques de Vanves à Paris et extensions ;
- de la Compagnie des tramways de l'Est parisien ;
- de la Compagnie des tramways de l'ouest parisien ;
- de la Compagnie électrique des tramways de la rive gauche de Paris ;
- du Tramway de Lorient.